# Кондензатор
Електрични кондензатор (нем. kondensator, према лат. condensare: збити, згуснути) део је (елемент) електричног струјног кола којем је основно својство способност складиштења енергије у облику електричнога набоја раздвојеног прикључењем електричнога напона између две проводне површине (електроде), међусобно одвојене непроводним слојем (електрични изолатор или диелектрик). Та се способност назива електрични капацитет. Кондензатор је електротехнички елемент, који може да сачува енергију у облику електричног поља између две електроде раздвојене изолатором (диелектриком).
Електрични капацитет кондензатора сразмеран је диелектричној пермитивности ε изолатора и то је већи што је већа површина електрода, те што је мањи размак међу њима. Тако на пример капацитет плочастог електричног кондензатора C:
{\displaystyle C=\varepsilon _{0}\cdot \varepsilon _{r}\cdot {\frac {S}{d}}=\varepsilon \cdot {\frac {S}{d}}\,}
где је: ε0 - диелектрична константа вакуума , εr - релативна диелектрична пермитивност, то јест релативна диелектрична константа која зависно од својствава материјала одређује колико ће пута капацитет кондензатора с неким диелектриком између плоча бити већи од капацитета кондензатора код којег се између плоча налази вакуум, ε - диелектрична пермитивност (или само пермитивности) материје, S - површина две једнако велике металне плоче и d - удаљеност између металних плоча.
Електрични кондензатори се разликују према врсти електричног изолатора (на пример ваздух, лискун, уље, папир, пластика, стакло, керамика), те по облику и изведби електрода. У неким се изведбама електроде могу помицати, чиме се мења електрични капацитет (променљиви кондензатори). Врло су великих електричних капацитета кондензатори с проводљивим раствором (електролитом), на граници које се уз електроду хемијски ствара врло танак изолацијски слој. На том се начелу темеље и електрохемијски кондензатори врло великих капацитета – суперкондензатори. Кондензатори се увелико користе у електричним струјним колима: од енергетских кола, преко осцилаторних кола за бежични пренос сигнала, до интегрисаних кола, где електрични кондензатор чини микрометарски танак непроводни слој између два проводна слоја полупроводника. Први описани електрични кондензатор, назван Лајденска боца (1745), својом способношћу складиштења електричне енергије подстакао је развој експеримената с електрицитетом, док је снажна искра настала његовим избијањем дала индикацију потенцијала тада новог облика енергије.
Електрични кондензатор (у електротехници само кондензатор) спремник је статичког електрицитета и енергије електричног поља које настаје у простору између два електрично проводна тела због раздвајања електричног набоја. Карактеристична величина кондензатора је електрични капацитет C који се изражава у фарадима (F). Како је капацитет од 1 фарада врло велик, кондензатори који се сусрећу у пракси имају много мање капацитете, реда величине 1  – 10 . У електротехници и електроници (где је кондензатор пасивна компонента) постоји потреба за великим распоном капацитета и других радних својстава (пробојни напон, фактор губитака, толеранција, димензије, температурна стабилност), па се производе технолошки различите врсте кондензатора, на пример с фолијама од различитих полимера, керамички, електролитски и тако даље. За потребе подешавања осцилаторних кола, израђују се кондензатори промењивог капацитета, јер се уз непромењив индуктивитет променом капацитета мења резонантна фреквенција осцилаторног кола. Ови кондензатори могу бити намењени учесталом подешавању капацитета (на пример, за промену пријемне фреквенције у радиопријемнику), или за једнократно подешавање резонантне фреквенције осцилаторног кола – тада се називају полупроменљиви или тример-кондензатори. Електрични кондензатор чине два метална тела наелектрисана разноименим набојима истог износа.

## Историја
У октобру 1745, Евалд Георг фон Флајст из Помераније, Немачка, открио је да се наелектрисање може ускладиштити повезујући високонапонски електростатички генератор жицом са водом у стакленој чаши. Фон Клајстова рука и вода су деловали као проводници, чаша као диелектрик (мада су детаљи механизма били некоректно идентификовани у то време). Фон Клајст је утврдио да је додиривање жице доводило од јаких варница, много јачих од оних које су добијене електростатичком машином. Наредне године, холандски физичар Питер ван Мушенбрук је изумео сличан кондензатор, који је он назвао Лајденском боцом, по Лајденском универзитету где је он радио. Он је исто тако био импресиониран снагом шока који је примио, пишући, „Ја не бих поднео други шок за краљевство Француске”.
Данијел Гралат је први паралелно комбиновао неколико боца ради повећања капацитета складиштења. Бенџамин Френклин је истраживао Лајденску боцу и дошао до закључка да је наелектрисање било ускладиштено на стаклу, не у води како су то други претпостављали. Он је исто тако користио термин „батерија”, (у смислу повећања моћи са редом сличних јединица као у батерији топова), што је накнадно примењено на кластере електрохемијских ћелија. Лајденске боце су касније прављене облагањем унутрашњости и спољашњости боце металном фолијом, изостављајући простор при врху да би се спречио настанак електричних лукова између фолија. Најранија јединица капацитивности је био џар, еквивалентан са око 1,11 нанофарада.
Лајденове боце или моћнији уређаји у којима се користе равне стаклене плоче наизменично са фолијским проводницима су ексклузивно кориштене до 1900-их, кад је изум бежичне телефоније (радија) створио потребу за стандардним кондензаторима, и стални помак ка вишим фреквенцијама је стварао потребу за кондензаторима са нижом индуктанцом. Дошло је до примене компактнијих метода конструкције, као што су флексибилне диелектричне плоче (попут науљеног папира) између плоча металне фолије, увијене или савијене у мали пакет.
Рани кондензатори су били познати као кондензери, термин који се повремено још увек користи у данашње време, посебно у високонапонским применама, као што су аутомобилски системи. Термин је први пут користио за ту сврху Алесандро Волта 1782. године, у смислу способности овог уређаја да складишти већу густину електричног наелектрисања него што је то могуће у изолованом проводнику. Термин има донекле двосмислено значење, ако се има у виду намена парног кондензатора.
Од почетка изучавања електрицитета изолациони материјали попут стакла, порцелана, папира и лискуна, кориштени су као изолатори. Ти материјали су деценијама касније исто тако били веома подесни за даљу употребу као диелектрици за прве кондензаторе. Папирни кондензатори направљени у виду сендвича трака импрегнираног папира између трака од метала, и умотани у цилиндре су били у широкој употреби у касном 19. веку; њихова производња је почела 1876, и они су кориштени од раног 20. века као раздвајајући кондензатори у телекомуникацијама (телефонији).
Порцелан је кориштен у првим керамичким кондензаторима. У раним годинама Марконијевог бежичног трансмисионог апарата порцелански кондензатори су кориштени за високо-напонске и високо-фреквенционе сврхе у трансмиторима. На пријемничкој страни мањи лискунски кондензатори су кориштени за резонантна кола. Те диелектричне кондензаторе је измео Вилијам Дубилијер 1909. године. Пре Другог светског рата, лискун је био најзаступљенији диелектрик за кондензаторе у Сједињеним Државама.
Чарлс Полак (рођен Карол Полак), изумитељ је првих електролитичких кондензатора. Он је установио да су слојеви оксида на алуминијумској аноди остајали стабилни у неутралном или алкалном електролиту, чак и кад се напон искључи. Године 1896, њему је издат САД патент бр. 672,913 за „Електрични течни кондензатор са алуминијумским електродама”. Танталске кондензаторе са чврстим електролитом су изумеле Белове лабораторије почетком 1950-их као минијатурне и поузданије ниско-волтне кондензаторе који су били подесни за уклапање у кола са њиховим новоизумљеним транзисторима.
Са развојем пластичних материјала током Другог светског рата, индустрија кондензатора је почела да замењује папир са тањим полимерним филмовима. Један веома рани развој у области филмских кондензатора је описан у британском патенту 587,953 из 1944. године.
Последњи, али не мање важни, изумљени су електрични двослојни кондензатори (сад суперкондензатори). Године 1957 Х. Бекер је развио „нисконапонски електролитички кондензатор са порозним угљеничним електродама”. Он је сматрао да је енергија била ускладиштена као наелектрисање у угљеничним порама коришћеним у његовом кондензатору, као у порама угравираних фолија електролитичких кондензатора. Пошто механизам двоструког слоја није био познат у то време, он је написао у патенту: „Није познато тачно шта се дешава у компоненти ако се користи за складиштење енергије, али доводи до изузетно великог капацитета”.

## Енергија електричног поља наелектрисаног кондензатора
Кад се неком електричном проводнику доводе мали електрични набоји dQ, са сваким набојем расте количина електрицитета, а тиме и електрични потенцијал V. Тиме се енергија електричног поља наелектрисаног проводника може добити:
{\displaystyle W=\int _{0}^{Q}V(q)\cdot \mathrm {d} q=\int _{0}^{Q}{\frac {q}{C}}\cdot \mathrm {d} q={1 \over 2}\cdot {Q^{2} \over C}={1 \over 2}\cdot C\cdot V^{2}={1 \over 2}\cdot V\cdot Q}
Како је електрични капацитет плочастог кондензатора:
{\displaystyle C=\varepsilon _{0}\cdot \varepsilon _{r}\cdot {\frac {S}{d}}=\varepsilon \cdot {\frac {S}{d}}\,}
онда је енергија плочастог кондензатора односно електричног поља:
{\displaystyle W=\varepsilon _{0}\cdot \varepsilon _{r}\cdot S\cdot {\frac {V^{2}}{2\cdot d}}\,}

### Идеални кондензатор
Напон на идеалном кондензатору, са капацитивношћу C, кроз који тече електрична струја i(t), је:
{\displaystyle u(t)={\frac {1}{C}}\int _{-\infty }^{t}i(t)\;dt.}
Минус бесконачно у доњој граници интеграла значи, да је кондензатор нека врста једноставне меморије и да је његов напон зависан такође и од догађања пре тренутка почетка посматрања t=0.
Инверзна једначина је:
{\displaystyle i(t)=C{\frac {d\;u(t)}{d\;t}}.}
Када се кондензатор прикључи на наизменични напон {\displaystyle u(t)=U\cos(\omega t)}, према претходној једначини, кроз њега тече наизменична струја
{\displaystyle i=-\omega CU\sin(\omega t),}
Може се запажити да струја претходи напону за четвртину периода осцилације, тј. за {\displaystyle \pi /2}.
Еквивалентна капацитивност неколико паралелно везаних идеалних кондензатора, једнака је збиру капацитивности тих кондензатора:
{\displaystyle C=C_{1}+C_{2}+\cdots +C_{N}=\sum _{i=1}^{N}C_{i}.}
Код серијској везаних идеалних кондензатора, реципрочна вредност еквивалентне капацитивности једнака је збиру реципрочних вредности капацитивности појединих кондензатора:
{\displaystyle {\frac {1}{C}}={\frac {1}{C_{1}}}+{\frac {1}{C_{2}}}+\cdots +{\frac {1}{C_{N}}}=\sum _{i=1}^{N}{\frac {1}{C_{i}}}.}

### Спајање кондензатора
Електрични кондензатори се могу спајати у серију и паралелно. При паралелном спајању споје се међусобно све плус облоге појединих кондензатора и све минус облоге. Укупни електрични набој овакве комбинације једнак је збиру појединих кондензатора, па је:
{\displaystyle Q=Q_{1}+Q_{2}+\cdots +Q_{n}}
Како је:
{\displaystyle Q=C\cdot U} ({\displaystyle Q_{1}=C_{1}\cdot U\,}; {\displaystyle \,Q_{2}=C_{2}\cdot U\,} i tako dalje)
добија се:
{\displaystyle C\cdot U=C_{1}\cdot U+C_{2}\cdot U+\cdots +C_{n}\cdot U}
Из тога следи ако се цела једначина подели са U:
{\displaystyle C_{\mathrm {uk} }=\sum _{i}C_{i}=C_{1}+C_{2}+\cdots +C_{n}}
При паралелном споју електричних кондензатора укупни електрични капацитет комбинације једнак је збиру капацитета појединих кондензатора.
При серијском спајању споји се минус пол једног кондензатора с плус полом другог кондензатора. Електрични напони који ће владати између крајева појединих кондензатора одређени су капацитетом кондензатора и величином набоја. Збир тих појединих падова напона мора бити једнак укупном електричном напону U извора струје, то јест:
{\displaystyle U=U_{1}+U_{2}+\cdots +U_{n}}
како је:
{\displaystyle U={\frac {Q}{C}}\,} ({\displaystyle U_{1}={\frac {Q}{C_{1}}}\,;} {\displaystyle U_{2}={\frac {Q}{C_{2}}}\,} и тако даље)
то је:
{\displaystyle {\frac {Q}{C}}={\frac {Q}{C_{1}}}+{\frac {Q}{C_{2}}}+\cdots +{\frac {Q}{C_{n}}}}
и одатле излази:
{\displaystyle {\frac {1}{C_{\mathrm {uk} }}}=\sum _{i}{\frac {1}{C_{i}}}={\frac {1}{C_{1}}}+{\frac {1}{C_{2}}}+\cdots +{\frac {1}{C_{n}}}}
При серијском спајању кондензатора сабирају се реципрочне вредности капацитета појединих кондензатора тако да укупан капацитет такве комбинације буде мањи од капацитета појединих кондензатора. Реципрочна вредност укупног капацитета једнака је збиру реципрочних вредности појединих капацитета.
У серију се спајају кондензатори да се смањи електрични напон између њихових плоча. Ако се на пример кондензатори са 110 V желе укључити на напон од 220 V, потребно је два кондензатора од 110 V спојити у серију.

### Утицај температуре
Дата капацитивност вреди само за одређену температуру, обично за {\displaystyle \vartheta _{0}=25^{o}C}. Зависност капацитивности код других температура је линеарна и повезана са температурним коефицијентом {\displaystyle \alpha }, који је зависан од диелектрика:
{\displaystyle C=C_{0}(1+\alpha (\vartheta -\vartheta _{0})).}
Порастом температуре опада дозвољени радни напон.

### Реални кондензатор
Код идеалних кондензатора се диелектрик посматра као потпуни изолатор и отпорност прикључака је занемарљива. У пракси најчешће не важи ни једно ни друго.

#### Квалитет кондензатора
Напуњен кондензатор, када се остави неприкључен, празни се кроз диелектрик и на неки други начин, нпр. кроз кућиште. Реални кондензатор се моделује идеалним кондензатором са капацитивношћу C и отпорником отпорности R паралелно везаним са кондензатором. Квалитет кондензатора се тада оцењује временском константом {\displaystyle \tau }, која је једнака производу {\displaystyle \tau =CR}; што је ова константа већа, то је кондензатор квалитетнији.

#### Фактор губитака
Када се прикључи на изменични напон идеални кондензатор не троши снагу. У реалном кондензатору није тако, јер неке омске отпорности се не могу занемарити и зато се нешто снаге ипак губи. Губици се оцењују углом {\displaystyle \delta }, који казује за колико се фазни угао између вектора напона и струје разликује од {\displaystyle \pi /2}, колико износи код идеалног кондензатора.
Фактор губитака на високим фреквенцијама је:
{\displaystyle \tan \delta ={\frac {IR_{1}}{U_{C}}}=\omega R_{1}C.}
На ниским фреквенцијама је импеданса кондензатора по апсолутној вредности веома велика, утицај отпорности довода је занемарљив, зато долази до изражаја изолацијска отпорност диелектрика.
Фактор губитака код ниских фреквенција је:
{\displaystyle \tan \delta ={\frac {U/R{2}}{I_{C}}}={\frac {1}{\omega R_{2}C}}.}

### Употреба
Кондензатор је незаобилазан елемент код израде електричних кола. Кондензатори са малом толеранцијом капацитивности употребљавају се, пре свега у радио-техници, као делови осцилаторних кола, филтера, фреквентних скретница, интегратора и диференцијатора. Кондензатори са већом толеранцијом се употребљавају за равнање осцилација једносмерног напона, у умноживачима напона, за генерисање реактивне (јалове) снаге, погон монофазних асинхроних мотора итд. Кондензатори са великим капацитетом употребљавају се као резервни извор енергије за напајање неких делова веза, на пример код краткотрајног испада спољашњег извора електричне енергије.

### Пробојни напон
Пробојни напон је друга основна карактеристика (поред капацитета). Означава напон при коме долази до пробоја и трајног оштећења кондензатора. Поредећи кондензатор са опругом у механици, то је сила која трајно деформише опругу. Када се кондензатор пробије, почиње да се понаша као проводник.

### Толеранција
Толеранција је димензија која дефинише колико стварна вредност кондензатора сме да одступа од називне вредности. У серијској производњи кондензатора у зависности од материјала од којих је кондензатор направљен долази до одступања од номиналне вредности.

## Изведбе кондензатора
| Кондензатор         | Поларизовани кондензатори | Променљиви кондензатор          |
| ------------------- | --- | ------------------------------- |
| Симбол кондензатора | Симбол поларизованог кондензатора · Симбол поларизованог кондензатора, 2 · Симбол поларизованог кондензатора, 3 · Симбол поларизованог кондензатора, 4 | Симбол променљивог кондензатора |

Кондензатор има две електроде, најчешће плочасте или ваљкасте, између којих се налази диелектрик (изолатор), који повећава капацитивност и поједностављује израду кондензатора. Кондензаторе делимо по материјалу, од ког је сачињен диелектрик:
- ваздух - ти кондензатори без диелектрика су врло квалитетни и употребљавају се у високофреквентним радио предајницима. Такође и кондензатори са подешавањем капацитивности су ваздушни. Мана им је мања капацитивност по јединици површине;
- папир - примерени за велике радне напоне (до сто киловолти - 100 kV), велика изолацијска отпорност и велика толеранција;
- металопапир - на папир је напарен метал и све заједно замотано. Велика капацитивност на јединици површине, мали фактор губитака, метал се у тачки могућег пробоја истопи и тако се кондензатор сам „поправи";
- стирофлекс - мали губици и мали температурни коефицијент;
- металополикарбонат и металополиестер - на фолију од поликарбоната или полиестера је напарен метал. Могућност регенерисања код пробоја (слично као металопапирни конд.), велика изолацијска отпорност и велика временска константа;
- минерал калијумовог алуминосиликата - мали фактор губитака, поготово на високим фреквенцијама, веома велика изолацијска отпорност, дозвољени велики радни напони (до неколико киловолти);
- алуминијум силикат - мала толеранција, велики радни напон, мали фактор губитака;
- керамика - широко фреквентно подручје, мали фактор губитака, веома велика капацитивност по јединици површине, велики температурни коефицијент.

Код поларизованих кондензатора настане диелектрик тек код прикључења у електрично коло, те се морају правилно прикључити на једносмерни напон. Неколико тренутака након прикључења тече кроз њих велика струја. Зато се најчешће употребљавају за „пеглање“ осцилација једносмерног напона.
Две изведбе поларизованих кондензатора су:
- електролитски кондензатор - између електрода се налази папирна газа са отопином боракса, фосфата или карбоната. При прикључењу на једносмерни напон се на позитивној електроди сакупи пласт алуминијевог оксида, који делује као диелектрик. Веома велика капацитивност по јединици површине;
- танталов кондензатор - електролит је тврди танталов пенструјасид, мали радни напони (ретко изнад 100 V), велика толеранција, велики фактор губитака, велика капацитивност по јединици површине; погодни у склоповима са интегрисаним електронским колима.

Величина капацитивности је најчешће реда μF до mF. Кондензатори са великим капацитетом (до 1F или више) се зову суперкондензатори.

## Врсте кондензатора
Кондензатори већег електричног капацитета могу се добити:
- повећањем површине плоче,
- смањењем размака између плоча,
- стављањем диелектрика између плоча.

Најпознатије врсте кондензатори су: Лајденска боца, кондензатори промењивог капацитета, блок кондензатори, уљни кондензатори, електролитски кондензатори, кондензатори на притисак.

### Лајденска боца
Лајденска боца је с спољне и унутрашње стране обложена до одређене висине слојем станиола (танким сребрнастим листовима или калајном фолијом, произведеном ваљањем) или алуминијума. Она има мали капацитет до 10-8 , па може поднети велики електрични напон.

### Кондензатори промењивог капацитета
Кондензатори промењивог капацитета су израђени на бази својства да капацитет кондензатора расте с површином узајамног прекривања плоча, где је диелектрик ваздух. То је на пример потребно код радио апарата. Тражење станица врши се окретањем осовине кондензатора, дакле променом капацитета. Непарне су плочице непокретне а парне покретне. Окретањем осовине парне плочице више или мање улазе у размаке непокретних плочица. Због тога се површина кондензатора мења, а тиме и капацитет. Увлачењем покретних плочица повећава се капацитет, а извлачењем се смањује. Највећи капацитет таквих кондензатора је 10-3 .

### Блок кондензатори
Блок кондензатори су кондензатори сталног капацитета. У знатној мери се употребљавају у радио техници, а има их различитих изведби. Обично су израђени тако да се измењују метална облога од станиола и изолатор од парафинираног папира. Све парне облоге везане су заједно и чине једну плочу кондензатора, а све непарне другу. Да не би влажност ваздуха утицала на изолацију, блокови се често залију парафином или смолом. Осим тога блокови се израђују и на тај начин да се две металне траке, између којих се налази изолатор, наматају на мале ваљке. Цели је блок заливен смолом, а с спољне стране облепљен папиром или танким слојем тролитула, специјалног лака.

### Уљни кондензатори
Уљни кондензатори се израђују за веће електричне напоне, те су стављају ради заштите од влаге и промене температуре у уље.

### Електролитски кондензатори
Електролитски кондензатор се састоји од два алуминијумска слоја која се налазе у воденом раствору боракса и борне киселине. Код прикључка кондензатора на електрични напон позитивна се облога превуче с приближно 100 μм дебелим слојем , који чини диелектрик. Због танког слоја диелектрика капацитет је таквог кондензатора врло велик. Електролитски кондензатори издрже електрични напон до 1 000 , а капацитет им је до 1.500 μF.

### Кондензатори на притисак
Капацитет кондензатора се повећава ако се кондензаторске плоче приближе. Помоћу вијка може се једна плоча приближити или удаљити од друге.